# Quo
| 전문가 평가 | 전문가 평가 |
| 평가 점수   | 평가 점수   |
| 출처        | 점수        |
| ----------- | ----------- |
| AllMusic    | [ 1 ]       |

《Quo》는 영국의 하드 록 밴드 스테이터스 쿠오의 일곱 번째 스튜디오 음반이다. 1974년 5월 3일에 발매된 이 음반은 프랜시스 로시, 릭 파핏, 앨런 랭커스터, 존 코글런이 참여했으며 영국에서 2위에 올랐다. 전작 《Hello!》와 마찬가지로, 이 곡은 전적으로 이 그룹이 작사, 작곡한 곡들로 구성되었다. 초대 음악가는 밥 영과 톰 파커뿐이었는데, 그들은 〈Break the Rules〉에서 각각 하모니카와 피아노를 연주했다.

## 배경
이 음반은 8곡 중 6곡을 공동 작곡한 베이시스트 앨런 랭커스터의 영향으로 가장 무거운 음반 중 하나로 간주된다.
영국 LP에는 한쪽에는 밴드가 라이브로 연주하는 사진과 다른 쪽에는 가사가 있는 게이트폴드 인서트가 포함되어 있었다. 소매 아트는 영국 예술가 데이브 필드에 의해 만들어졌다.
밴드는 오프닝 〈Backwater〉가 싱글에 가장 적합하다고 생각했다. 그러나 싱글로 발매된 곡은 1974년 4월에 발매된 〈Break the Rules〉뿐이었다. 그것은 영국에서 8위로 정점을 찍었다. 싱글의 B-사이드는 〈Lonely Night〉로, 2005년 《Quo》 재발매 때까지 음반에 수록되지 않았다. 발매 후 2년 만에 〈Lonely Night〉는 오스트레일리아의 밴드 에인절스의 노래 〈Am I Ever Gonna See Your Face Again〉에서 표절되었고, 이로 인해 스테이터스 쿠오는 로열티를 받았다.

## 곡 목록
| #  | 제목                | 작사·작곡                                       | 리드 보컬 | 재생 시간 |
| -- | ------------------- | ----------------------------------------------- | --------- | --------- |
| 1. | 〈Backwater〉       | 릭 파핏, 앨런 랭커스터                          | 랭커스터  | 4:22      |
| 2. | 〈Just Take Me〉    | 파핏, 랭커스터                                  | 랭커스터  | 3:31      |
| 3. | 〈Break the Rules〉 | 프랜시스 로시, 파핏, 랭커스터, 존 코글런, 밥 영 | 로시      | 3:37      |
| 4. | 〈Drifting Away〉   | 파핏, 랭커스터                                  | 랭커스터  | 5:00      |

| #  | 제목                       | 작사·작곡      | 리드 보컬 | 재생 시간 |
| -- | -------------------------- | -------------- | --------- | --------- |
| 5. | 〈Don't Think it Matters〉 | 파핏, 랭커스터 | 랭커스터  | 4:48      |
| 6. | 〈Fine Fine Fine〉         | 로시, 영       | 로시      | 2:31      |
| 7. | 〈Lonely Man〉             | 파핏, 랭커스터 | 파핏      | 5:05      |
| 8. | 〈Slow Train〉             | 로시, 영       | 로시      | 7:55      |

## 인증
| 국가                                                  | 인증 | 판매량/출하량 |
| ----------------------------------------------------- | ---- | ------------- |
| 오스트레일리아 (ARIA)                                 | 골드 | 20,000^       |
| 프랑스 (SNEP)                                         | 골드 | 100,000*      |
| 스웨덴 (GLF)                                          | 골드 | 25,000        |
| 스위스 (IFPI 스위스)                                  | 골드 | 25,000^       |
| 영국 (BPI)                                            | 골드 | 100,000^      |
| *판매량을 기반으로 한 인증 ^출하량을 기반으로 한 인증 |      |               |